# 미시마 유키코
미시마 유키코(일본어: 三島 有紀子, 1969년 4월 22일 ~ )는 일본의 영화 감독이다.

## 작품 목록
- 치명적 사랑愛 - 문신1 (2009)
- 해피 해피 브레드 (2012)
- 미나미 양장점의 비밀 (2015)
- 소녀 (2016)
- 친애하는 우리 아이 (2017)
- 비블리아 고서당 사건 수첩 (2018)
- 레드 (2020)